# Procuración
Se llama procuración a cierta cantidad de dinero o víveres que las iglesias dan a los obispos u otros superiores en sus visitas.

## Historia
Se halla en la historia eclesiástica mucha variación en el ejercicio de este derecho. Su origen está fundado en el reconocimiento que las iglesias de las diócesis deben a su pastor cuando se toma el trabajo de irlas a visitar. Han dicho algunos autores que los obispos de los primeros siglos del cristianismo, aunque dueños de las rentas de las iglesias, las empleaban tan bien que apenas les quedaba con que vivir de modo que era necesario hacerles el gasto cuando iban a visitar sus diócesis y cuando morían enterrarlos a expensas del público; mas como quiera que sea, se habla de este derecho en el capítulo Conquerente, de Offic. ord.; c. Cum exofficii, de Præscript. y en varios capítulos del título de Censibus de las Decretales, en el que se insertan los decretos del tercero y cuarto Concilio de Letrán, relativos a la exacción de este derecho, de parte de los obispos y demás superiores. El Papa Benedicto XII dio después uno más extenso que fijaba el derecho de procuración y el subsidio caritativo en todos los países de la cristiandad. Se halla en la estravagante Vas electionis, de Censibus Exadionibus et Procur. 
Los legados participaban también del derecho de procuración, pues estaban obligadas a sostenerlos las provincias a donde los enviaban; esta costumbre subsiste todavía en algunos lugares. 
Hé aquí el decreto del Concilio de Trento sobre esta materia:

Y para que esto se logre mas cómoda y felizmente amonesta el santo concilio a todos y cada uno de los mencionados a quienes toca la visita, que traten y abracen a todos con amor de padres y celo cristiano y contentándose por lo mismo con un moderado equipaje y servidumbre, procuren acabar cuanto mas presto puedan, aunque con el esmero debido, la visita. Guárdense entretanto de ser gravosos y molestos a ninguna persona por sus gastos inútiles; ni reciban, así como ninguno de los suyos, cosa alguna con el protesto de procuración por la visita, aunque sea de los testamentos destinados a usos piadosos, a excepción de lo que se debe de derecho de legados píos  ni admitan bajo cualquiera otro nombre dinero, ni otro don cualquiera quesea, ni de cualquier modo que se les ofrezca, sin que obste contra esto costumbre alguna, aunque sea inmemorial; exceptuando no obstante, los víveres que se le han de suministrar con frugalidad y moderación para sí y los suyos y solo con proporción a la necesidad del tiempo y no mas.

Quede, no obstante, a elección de los que son visitados, si quieren más bien pagar lo que por costumbre antigua pagaban en determinada cantidad de dinero o suministrar los víveres mencionados; quedando además salvo el derecho de las convenciones antiguas hechas con los monasterios u otros lugares piadosos o iglesias no parroquiales que han de subsistir en su vigor. Mas en los lugares o provincias donde hay costumbre de que no reciban los visitadores víveres, dinero, ni otra cosa alguna, sino que todo lo hagan de gracia, obsérvese lo mismo en ellos. 